# Reist Rocks
Die Reist Rocks sind eine kleine Gruppe von Felsvorsprüngen an der Knox-Küste des ostantarktischen Wilkeslands. Sie ragen 13 km westlich der Snyder Rocks auf.
Kartiert wurden sie anhand von Luftaufnahmen, die bei der Operation Highjump (1946–1947) entstanden. Das Advisory Committee on Antarctic Names benannte sie 1955 nach Wilbur H. Reist (* 1927), der bei der Operation Windmill (1947–1948) als Zugmaschinenführer an der Errichtung astronomischer Beobachtungsstationen entlang der Kaiser-Wilhelm-II.-Küste und der Budd-Küste beteiligt war.